# Воронежская мужская гимназия
Воронежская губернская мужская гимназия была открыта 17 января 1809 года путём преобразования главного народного училища, существовавшего в Воронеже с 22 сентября 1786 года.

## История
С 1822 по 1853 год Воронежская гимназия размещалась на участке бывшей усадьбы воронежского губернатора А. Б. Сонцова на Большой Девиченской улице (ныне Улица Сакко и Ванцетти, д. 102).
В 1834 году в гимназии были проведены преобразования по Уставу 1828 года: гимназия стала семиклассной; введена должность инспектора — первым инспектором стал (1834—1837) Александр Яковлевич Кронсберг; появились почётные попечители — первым почётным попечителем дважды (1834—1841) избирался дворянин Дмитрий Иванович Тулинов.
В 1853—1859 годах гимназия размещалась в несохранившемся ныне здании на Большой Московской улице.
В 1856—1859 годах в начале улицы Большой Дворянской улицы (ныне проспект Революции) для Воронежской гимназии по проекту архитектора А. А. Тона было выстроено новое здание, в котором гимназия находилась до 1917 года.
С августа 1865 года в соответствии с новым уставом 1864 года гимназия стала классической с одним древним (латинским) языком. В 1871 году было добавлено изучение греческого языка и гимназия стала в полном объёме считаться восьмиклассной классической. В 1868—1878 годах при гимназии существовали двухклассные педагогические курсы, преобразованные затем в учительскую семинарию.
В 1885 году 399 учащимся преподавали 16 педагогов.
В числе педагогов гимназии был историк Г. М. Веселовский (1859—1864) и родоначальник знаменитой музыкальной династии В. Г. Ростропович.

## Выпускники
См. Выпускники Воронежской гимназии
В гимназии учился, но был исключён Евгений Плужник.

## Директора
- 1809—1819: Г. А. Петров
- 1819—1821: М. И. Славинский
- 1821—1823: П. Г. Бутков
- 1823—1824: А. И. Белинский
- 1824—1834: В. И. фон Галлер
- январь—март 1834: С. И. Романовский
- 1834—1838: З. И. Трояновский
- 1838—1841: П. И. Савостьянов
- 1841—1851: В. А. Виноградский
- 1852—1853: Н. М. Хижняков
- 1853—1862: М. А. Карпинский
- 1862—1868: А. Ф. Сцепура
- 1868—1886: А. М. Белозоров
- 1886—1889: В. И. Гаек
- 1889—1906: М. П. Григоровский[4]
- 1906—1914: Б. О. Гаазе
- 1914—1916: Н. Е. Степанов
- 1916—1917: Н. Е. Автократов